# Moondog Matinee
Moondog Matinee ist das fünfte Studioalbum der kanadischen Folk- und Country-Rock-Gruppe The Band. Es erschien am 15. Oktober 1973 über das Label Capitol Records. Moondog Matinee enthält ausschließlich Coverversionen von Stücken anderer Interpreten, hauptsächlich von alten R&B- und Blues-Liedern. Ursprünglich hatte man für das Album das Repertoire aufnehmen wollen, das die Band in ihrer frühen Phase gespielt hatte, als sie noch unter dem Namen Levon and the Hawks durch die Klubs von Kanada und den Vereinigten Staaten gezogen war. Im Endeffekt befand sich dann aber nur ein einziger Titel aus dieser Phase, Share Your Love (With Me), tatsächlich auf dem Album. Die anderen Lieder waren schlicht Lieblingsstücke der Musiker.
Moondog Matinee konnte den Top-Ten-Erfolg von Rock of Ages nicht wiederholen. Das Album erreichte in den US-amerikanischen Billboard-Albencharts seinen Höhepunkt bei Platz 28. Auch die Kritik ließ sich von Moondog Matinee nicht überzeugen, es gilt allgemeinhin als eines der schwächeren Alben der Gruppe.
Capitol koppelte zwei Singles von dem Album aus, die beide mit albumfremden B-Seiten veröffentlicht wurden. Ain't Got No Home erschien im November 1973 mit Get Up Jake als B-Seite, einem Song, der bisher nur in einer Live-Version auf Rock of Ages veröffentlicht worden war. Ain't Got No Home kam in den Billboard-Charts nur bis Platz 73. Die zweite Single war Third Man Theme, das im Februar 1974 auf den Markt kam und als B-Seite The W.S. Walcott Medicine Show von dem Album Cahoots enthielt. Die Single stieg nicht in die Charts ein.

## Titelliste

### A-Seite
1. Ain’t Got No Home (Clarence „Frogman“ Henry) – 3:20
2. Holy Cow (Allen Toussaint) – 3:15
3. Share Your Love (With Me) (Alfred Braggs/Deadric Malone) – 2:50
4. Mystery Train (Junior Parker/Sam Phillips) – 5:35
5. Third Man Theme (Anton Karas) – 2:43

### B-Seite
1. The Promised Land (Chuck Berry) – 3:00
2. The Great Pretender (Buck Ram) – 3:07
3. I’m Ready (Sylvester Bradford/Fats Domino/Al Lewis) – 3:22
4. Saved (Jerry Leiber/Mike Stoller) – 3:42
5. A Change Is Gonna Come (Sam Cooke) – 4:15

### Wiederveröffentlichung
Am 8. Mai 2001 veröffentlichte Capitol das Album auf CD mit folgenden Bonustracks:
1. Didn't It Rain (Traditional) – 3:16 (Outtake)
2. Crying Heart Blues (Joe Brown) – 3:29 (Outtake)
3. Shakin – 3:31 (Outtake)
4. What Am I Living For (Art Harris) – 5:03 (Outtake)
5. Going Back to Memphis (Berry) – 5:02 (Outtake)
6. Endless Highway (Robbie Robertson) – 5:08 (Studio Version)